# داشكسن (مقاطعة بوئين و مياندشت)
داشکسن (بالفارسية: داشکسن) هي قرية تقع في إيران في دهستان غرجي. يقدر عدد سكانها بـ 606 نسمة .